# Beresford (Dakota del Sur)
Beresford es una ciudad ubicada en los condados de Union y Lincoln en el estado estadounidense de Dakota del Sur. En el Censo de 2010 tenía una población de 2005 habitantes y una densidad poblacional de 433,93 personas por km².

## Geografía
Beresford se encuentra ubicada en las coordenadas 43°4′47″N 96°46′49″O / 43.07972, -96.78028. Según la Oficina del Censo de los Estados Unidos, Beresford tiene una superficie total de 4.62 km², de la cual 4.62 km² corresponden a tierra firme y (0%) 0 km² es agua.

## Demografía
Según el censo de 2010, había 2005 personas residiendo en Beresford. La densidad de población era de 433,93 hab./km². De los 2005 habitantes, Beresford estaba compuesto por el 98.45% blancos, el 0.25% eran afroamericanos, el 0.15% eran amerindios, el 0.2% eran asiáticos, el 0% eran isleños del Pacífico, el 0.1% eran de otras razas y el 0.85% pertenecían a dos o más razas. Del total de la población el 1.1% eran hispanos o latinos de cualquier raza.